# Kościół św. Brata Alberta w Nowym Targu
Kościół św. Brata Alberta w Nowym Targu – rzymskokatolicki kościół należący do parafii św. Brata Alberta w Nowym Targu. Znajduje się w dzielnicy Niwa.

## Historia

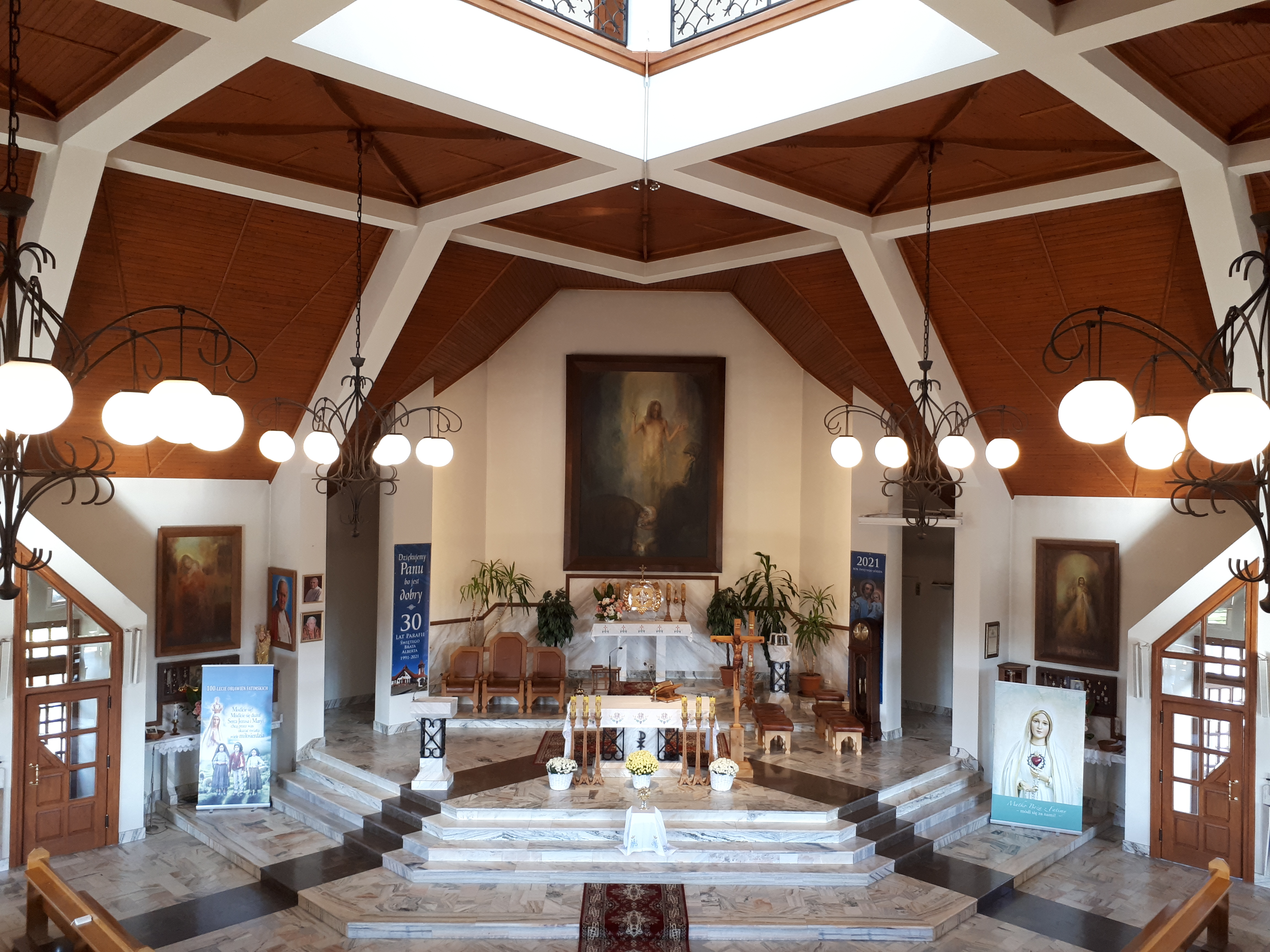
Wnętrze kościoła

Budowę kościoła rozpoczęto 31 maja 1994 roku. Pierwszą Mszę Świętą odprawiono w noc wigilijną 24 grudnia 1995 roku. W 1996 roku prowadzono prace wewnątrz kościoła oraz wzniesiono wieżę. 14 grudnia 1997 roku kardynał Franciszek Macharski dokonał poświęcenia kościoła. W następnych latach świątynia była wyposażana w ołtarz, ambonkę, ławki, stacje Drogi Krzyżowej, dzwony oraz obrazy. Uroczystej konsekracji kościoła dokonał kardynał Franciszek Macharski 8 lipca 2000 roku.

## Organy
Organy wybudował Franz Grollmann z Hamburga w 1960 roku. Instrument został sprowadzony z Philippuskirche w Hamburgu i zamontowany przez Lecha Skoczylasa z Krakowa w 2006 roku.
Dyspozycja instrumentu:
| Manuał I         | Manuał II          | Pedał           |
| ---------------- | ------------------ | --------------- |
| 1. Prinzipal 8'  | 1. Gedackt 8'      | 1. Subbaß 16'   |
| 2. Rohrflöte 8'  | 2. Blockflöte 4'   | 2. Prinzipal 8' |
| 3. Oktave 4'     | 3. Prinzipal 2'    | 3. Oktave 4'    |
| 4. Quinte 2 2/3' | 4. Waldflöte 2'    | 4. Mixtur 4f.   |
| 5. Oktave 2'     | 5. Sifflöte 1 1/3' | 5. Fagott 16'   |
| 6. Mixtur 4-6f.  | 6. Scharf 3f.      | 6. Trompete 8'  |
| 7. Trompete 8'   | 7. Regal 8'        | 7. Kornett 2'   |